# Rhamnapoderus porri
Rhamnapoderus porri is een keversoort uit de familie bladrolkevers (Attelabidae). De wetenschappelijke naam van de soort werd in 1895 gepubliceerd door Raffaello Gestro.